# Съветска Македония
„Съветска Македония“ с подзаглавие Независим идеен емигрантски лист. Лично издание е български вестник на прокомунистическата македонска емиграция в България преди Втората световна война.
Излиза в София от 8 март 1923 година и е издаван от Иван Аговски. Издига лозунга „Македонци от всички краища, обединявайте се!“ и се бори за откъсването на македонската емиграция от политическите централи. Вероятно излизат 3 броя. Печата се в печатница „Политика“.
В уводната статия пише:
| „ | Ще се мъчиме да разглеждаме общоевропейските и общобалкански въпроси през призмата на научния исторически материализъм, за да можем по-лесно да теглим консеквенция за метода на борбата, която за крайна цел има: пълно освобождение на всички балкански народи и обединението им в една единна балканска политическа единица... Ще се стараем щото всички балкански народи да заработят с общи усилия за реализиране идеята на съветското управление. | “ |

Органът на Емигрантския комунистически съюз вестник „Освобождение“ не одобрява появата на „Съветска Македония“ и пише, че че „такава една инициатива, предприета вън от БКП, може да внесе смут и дезорганизация в революционното движение и да бъде използува от неговите врагове“.